# Contrabassaxofoon
De contrabassaxofoon is een van de grootste saxofoons. Anno 2006 waren er wereldwijd zestien exemplaren bekend.
Er bestaat een nog grotere saxofoon, de subcontrabassaxofoon.